# على نار هادئة (مسلسل)
على نار هادئة هو مسلسلس دراما رومانسي من إخراج عبد العزيز سكري وتأليف كوثر هيكل وبطولة إلهام شاهين، رشوان توفيق، توفيق عبد الحميد، إنتصار، راندا البحيري وجليلة محمود.

## نبذه
يستعرض المسلسل المسارات الحياتية التي اتخذتها كل من عائلة اللواء في سلك الشرطة "شاكر برهان"، وابن عهم "بهجت برهان" وكيل الوزارة الذي يقرر الاستقالة من منصبه لكي يتفرغ لهواياته.

## طاقم العمل
- إلهام شاهين بدور سميحة
- رشوان توفيق بدور شاكر
- توفيق عبد الحميد بدور سعد
- إنتصار بدور نشوى
- راندا البحيري بدور هند
- جليلة محمود بدور سياده
- ياسر فرج بدور ياسر
- يوسف الشريف بدور هشام
- ألفت إمام بدور مهجة
- رشا مهدي بدور زينة
- بهاء ثروت بدور رجائي
- يوسف العسال بدور مدير الفندق
- ابو بكر عزت في دور بهجت